# Raffaele Luzzatto
Raffaele Luzzatto (25. srpna 1832 Terst – 9. března 1917 Terst) byl rakouský podnikatel a politik z Terstu, v 2. polovině 19. století poslanec Říšské rady.

## Biografie
Pocházel z židovské rodiny. Patřil mezi přední kupce a bankéře v Terstu. Do roku 1860 pracoval v bankovním ústavu svého otce. V roce 1873 byl zvolen do terstské městské rady (fungovala zároveň jako Terstský zemský sněm) a byl pak trvale jejím členem. Zasedal i v zemském výboru. Byl rovněž viceprezidentem terstské spořitelny. V roce 1882 mu byl udělen Řád Františka Josefa.
Působil i jako poslanec Říšské rady (celostátního parlamentu Předlitavska), kam usedl ve volbách roku 1885 za městskou kurii v Terstu, I. voličský sbor. Mandát obhájil ve volbách roku 1891. Ve volebním období 1885–1891 se uvádí jako Raphael Luzzatto, obecní radní a majitel domu, bytem Terst.
Na Říšské radě se po volbách v roce 1885 uvádí jako člen centristického Coroniniho klubu. Ve stejném klubu zasedal i po volbách roku 1891.
Zemřel v březnu 1917.